# Godešič
Godešič – wieś w Słowenii, w gminie Škofja Loka. W 2018 roku liczyła 641 mieszkańców.